# Pyripnoa plumbipicta
Pyripnoa plumbipicta är en fjärilsart som beskrevs av George Francis Hampson 1910. Pyripnoa plumbipicta ingår i släktet Pyripnoa och familjen nattflyn. Inga underarter finns listade.